# バッキンガムシャー
バッキンガムシャー（Buckinghamshire、略称バックス (Bucks)）は、イングランド南東部の典礼カウンティであり、バッキンガムシャー州 (the county of Buckinghamshire, Buckinghamshire county) とも呼ばれる。州都はアイルズベリーである。
カウンティであるバッキンガムシャーには、いずれも単一自治体であるディストリクト（地区）のバッキンガムシャーおよびミルトン・キーンズが含まれる。
伝統的な州境界線の詳細はバッキンガムシャーの歴史（英文）を参照のこと。
オックスフォードシャー、ノーサンプトンシャー、ベッドフォードシャー、ハートフォードシャー、バークシャー、グレーター・ロンドンと接している。
1974年の地方制度改革でバッキンガムシャーはスラウとイートンをバークシャーに譲る。1998年以降、スラウとウィンザー・アンド・メイデンヘッドの自治権が強まり、バークシャーに属する、イートンも含めた単一自治体のウィンザー・アンド・メイデンヘッド王立区を形成している。ミルトン・キーンズは1997年に自治権が強化されたが、バッキンガムシャーに属する。
バッキンガムシャーは農業州で、南にチルターン丘陵、北にヴェイル・オブ・アイルズベリ（アイルズベリ谷）がある。最高地点はウェンドーヴァー近くの海抜876フィート (267メートル)のクーンビヒルである。肥沃な農業地があり、多くは所有者のいる土地で、特に19世紀はロスチャイルド家が所有していた（バッキンガムシャーのロスチャイルドの資産（英文）を参照のこと）。産業は農業を主体に家具造り（伝統的にハイウィコムが中心）、製薬会社、サービス業と販売業がある。南のロンドンとは通勤電車が走っている。

## 歴史
バッキンガムシャーはアングロ・サクソン語で、「ブッカの家のある地区」を意味する。「ブッカの家」は、州北部のバッキンガムのことで、アングロ・サクソン族の地主に因んだものである。カウンティの名前としては12世紀から使われているが、カウンティそのものはマーシア王国（585年 - 919年）が分裂してから存在している。
バッキンガムシャーの村落にはアングロ・サクソン時代より前に遡るものがある。例えばアイルベズベリは少なくとも紀元前1500年まで遡ることが知られている。当時のブリトン語の名前（ペン、ウェンドーヴァー）やブリトン語とアングロ・サクソン語が組み合わさった（ブリル、チェトウォード、大ブリックヒル）という場所が一杯あり、州全域にローマ時代以前の土塁がある。ブリトンで最も有名な王の一人クノベリヌスは、この州に城があり（今も土塁が残っている）、キンブルズとして知られる村々に自分の名前を使わせた。
ローマの影響は、州を横断するローマ街道に最も広範囲にわたって見ることができる。ワットリング街道とエイクマン街道は、共に東から西に横断し、チルターンヒルズに連なっている。上記の2つは、ロンドンからローマ時代のイギリス各地と結ぶ重要な通商路であり、後者は防衛線として使われたが、古くからあった道を拡張したものの可能性がある。
しかし、バッキンガムシャーの歴史上最も大きな影響を受けたのは、アングロ・サクソン族くらいである。バッキンガムシャーとその大半の地名は、アングロ・サクソン族が付けたわけではないが、現代の領域は、アングロ・サクソン時代と同様の領域になっている。アングロ・サクソン年代記が伝える大きな戦いの一つが、ウェセックス王チェルディッチとチアズレーのブリトン人の戦いであり、この時代に聖人が3人もクヮレンドンで生まれ、アングロ・サクソン時代後期にブリルに王宮が作られた。バッキンガムシャーの実際の富は、ドゥームズデイ検地が1086年に行われた際の記録に詳しい。
プランタジネット家はバッキンガムシャーの富を利用し続けた。ウィリアム征服王は自分と家族のために領土の大半を私物化した。腹違いの兄弟オドーは大地主になった。イングランドの野生の白鳥全てに言えるが、古代の獲物は多く国王の所有物になった（バーンウッドフォレスト、ホワッデンチェース、プリンスリズボローが主な場所であった）。王が趣味で白鳥を飼う古代の伝統から後にバッキンガムシャーの紋章に描かれることになる（後述）。
もう一つの流れは、王室への寄進で、自分の趣味で決めた修道院解散令によるもので、ほぼ3分の1がヘンリー8世の私有財産になった。ヘンリー8世はトマス・ブーリンの娘アンと結婚できるようにトマスに気に入られるようにアイルズベリをバッキンガム以上の町にしなければならない事情もあった。もう一人の妻キャサリン・パーもバッキンガムシャーに勢力があった。
清教徒革命（1642年 - 1649年）ではバッキンガムシャーはほとんど議会派の勢力であったが、王党派が孤立した地域もあった。議会派の英雄ジョン・ハムデンはバッキンガムシャー出身で、1642年の戦いでアイルズベリ防衛を助けた。西部の村（例えばブリルとボアストール）ではアイルズベリの議会派とオックスフォードの王党派が拮抗していつまでも決着がつかなかった村がある。こうした村の多くは戦闘で村が消滅したが、後に再建された。
1682年、家族がペンに住むウィリアム・ペンはバッキンガムシャー出身のクエーカー移民とアメリカのペンシルベニアにバックス郡を建設した。ペンシルベニアのバックス郡はバッキンガムシャーの各地にちなんだバッキンガム、チャルフォント、ウィコム、ソールベリがある。
産業革命と鉄道の敷設で景観が完全に変わってしまったところがある。北部のウォルヴァートン（現在はミルトン・キーンズにある）は南部で確立した鉄道輸送建設と家具造りと製紙業の中心地となった。製紙産業がバッキンガムシャーの中心部で興り、貧困層の女性と子供を雇ったことで急速に成長した。バッキンガムシャーは今もロンドン、バーミンガム、マンチェスターとの鉄道が発達していて、家具造りは依然南バックス郡の主要産業である。
ヴィクトリア朝中期の前半にコレラの大流行と飢饉が、永年バッキンガムシャーを安定して支えてきた農業に影響を与えた。近隣の市と海外への難民が、この時期に頂点を迎え、ある地主はそれまで住んでいた土地を売りに出して安い土地を求めて行った。その結果、最も影響力のある家族の一つ（ロスチャイルド家）がバッキンガムに現れ、バッキンガムシャーの景観に与えた影響は巨大なものであった。
20世紀、北部と南部で大規模な都市化が起こり、ミルトン・キーンズとスローで新しい町が形成された。このことは工業化の自然な流れであり、各地で必要な雇用を生み出した。どちらも自分達の権利としての自治権を強め、ほぼ3分の1バッキンガムシャーの面積を減らすことになった。
今日バッキンガムシャーは多くの人がエドワード7世の時代の物語の田園風景であると思っていて、普段はleafy Bucks（葉の茂るバックス）と呼ばれることで知られている。こうした見方があるために多くの地域でロンドンへの通勤電車が当たり前のようになってしまい、それで生活費全般の上昇を招いている。しかし、貧困地域（特にアイルズベリとハイウィコムの大きな町）が依然として残っている。

## 行政
かつてのバッキンガムシャーのカウンティ議会は、1889年にアイルズベリのウォルトン街に設置され、1960年には建築家トーマス・プーリーが意匠を担当した、アイルズベリ中心部の15階建てのビルに移転した。バッキンガムシャーで最も非大衆的で嫌われている建物のひとつと言われ、「都市計画法（1947年）」（Town and Country Planning Act 1947）に基づく建造物登録で2級建造物とされている。
1997年、北部のミルトン・キーンズが単一自治体となった。
2020年4月1日、カウンティとしてのバッキンガムシャーのうち、ミルトン・キーンズ以外の地域が、単一自治体としてのバッキンガムシャーとなったことに伴い、カウンティ議会は廃止された。

## 紋章
バッキンガムシャーの紋章は、鎖に繋がれた白鳥をあしらったものである。起源は王が趣味でバッキンガムシャーで白鳥を飼っていたアングロ・サクソンの時代に遡る。白鳥が鎖に繋がれているのは、白鳥は王のものという、今日でもイギリスで適用される古代法に基づくものである。初めて使われたのは、バッキンガム公ハンフリー・スタフォードによるアジャンクールの戦い（1415年10月25日、北フランス）であった。
白鳥の上部には中央にホワイトリーフ村の十字架があり、古代の歴史的な事件に関わった人を表す黄金の帯がある。盾は嘗て州の半分近くを覆っていたチルターンの森を表しすブナノキの上にある。両側には雄鹿と白鳥がいる。
盾にある標語はVestigia Nulla Retrorsumで、ラテン語で「不退転」の意味である。

## バッキンガムシャーの地名
バッキンガムシャーの一覧を示す。バッキンガムシャーの全町村名については、バッキンガムシャーの地名一覧（英文）を参照のこと。
| - アマーシャム - アイルズベリ - ビーコンズフィールド - バッキンガム - チェシャム | - ハイウィコム - マーロー - プリンセスリスボロー - ウェンドーヴァー - ウィンスロー |

バッキンガムシャーはドゥームズデイ・ブックの時に18村落に細分化された。後にアイルズベリ、アシェンドン、バッキンガム、バーナム、コテスロー、デズボロー、ニューポート、ストークの8つに纏められた。バーナム、デズボロー、ストークは、あわせてチルターン村落として知られ、下院議員が辞職の口実に使っている。

## かつてバッキンガムシャーにあった地域
ここでは最後に地方政府再編が行われるまでバッキンガムシャーに含まれた町を示す。バッキンガムシャーの全町村の一覧は、List of places in Buckinghamshireを参照のこと。
- ミルトン・キーンズ（ブレッチリー、フェニーストラットフォード、ストーニーストラットフォード、ウォルヴァートンを含む）
- ニューポートパグネル
- オルニー

## 名所
- ナショナル・トラスト アスコット村
- Ashridge Estate
- Bletchley Park
- ナショナル・トラスト Boarstall Tower
- ナショナル・トラスト ブレイデン村
- ナショナル・トラスト Buckingham Chantry Chapel
- ナショナル・トラスト バッキンガムシャー州立博物館
- Buckinghamshire Railway Centre（クェイトン）
- Chequers Court
- Chicheley Hall
- チナー・プリンスリズボロー間鉄道
- ナショナル・トラスト Claydon House
- ナショナル・トラスト Cliveden
- ナショナル・トラスト Coombe Hill
- Country Parks
- Country Walks and Rights of Way
- ナショナル・トラスト Dorneywood
- Halton House
- Hampden House
- Hartwell House
- ナショナル・トラスト Hughenden Manor
- Kederminister Library
- ナショナル・トラスト The King's Head Inn（アイルズベリ）
- ナショナル・トラスト Long Credon Courthouse
- Mentmore Towers
- ナショナル・トラスト Pitstone Windmill
- ナショナル・トラスト Princes Risborough Manor House
- ロアルド・ダール子供ギャラリー
- Roald Dahl Museum and Story Centre
- Shardeloes
- ナショナル・トラスト Stowe Park
- ナショナル・トラスト Waddesdon Manor
- West Wycombe Caves
- Walks by bus and rail
- ナショナル・トラスト West Wycombe Park
- ナショナル・トラスト　西ウィコム村
- ホワイトリーフ村
- ウィンスローホール
- ウィコムアビー学校
- ロンドン国際芸術高校　世界唯一アート＆デザイン専科の寄宿制インターナショナルスクール

## バッキンガムシャーの著名人
下記の人々は、バッキンガムシャー出身・元住人・現在の住民である。日本でも名前が知られていると思われる人物のみを記す。
- イーニッド・ブライトン（作家） - ボーンエンドとビーコンスフィールドに住んだ。
- アン・ブーリン（ヘンリー8世の2番目の妻） - ウェンドーヴァーに家があった
- ベンジャミン・ディズレーリ（政治家） - ヒューエンデンマナーで暮らした。
- イアン・ダンカンスミス（政治家（保守党）） - スワンボーン在住
- エドワード懺悔王（イングランド王） - ブリルに宮殿があった。
- T・S・エリオット（作家） - マーローで暮らした。
- ウェールズ公フレデリック・ルイス王子（ジョージ2世の子、父より先に薨去） - クライヴデン在住
- ノエル・ギャラガー（音楽家） - リトルチョルフォント在住
- ジョン・ギールグッド卿（俳優） - ウォットンアンダーウッドで没す。
- ジェローム・K・ジェローム（作家） - マーローで暮らした。
- アンジェリーナ・ジョリー（俳優） - フルマー在住
- ハワード・ジョーンズ（音楽家） - ハイウィコム出身
- アーサー・レイゼンビー・リバティー（商人） - チーシャム出身
- ジョン・ミルトン（作家）
- オジー・オズボーン（音楽家） - チョルフォントセントピーターに家がある。
- ウィリアム・ペン（政治家） - ペン出身
- テリー・プラチェット（作家） - ビーコンスフィールドで生まれる
- ティム・ライス（作詞家、ミュージカル『エビータ』の作詞などで知られる） - アマーシャム出身
- アーチボルド・フィリップ・プリムローズ（首相） - メントモアで暮らした。
- ロスチャイルド家（銀行家） - アスコット、アストンクリントン、アイスロープ、ホルトン、メントモア、ワデスドンに家があった。
- メアリー・シェリー（作家） - マーローで暮らした。
- パーシー・ビッシュ・シェリー（作家） - マーローで暮らした。
- ジャッキー・スチュワート（レーシングドライバー） - エルズボロー在住
- ジョン・ウィクリフ（神学者） - ラジャーシャルで暮らした。
- マイク・ウエストブルック（ジャズ・ミュージシャン）
- ジェイ・ケイ (ミュージシャン) - ジャミロクワイのリーダー兼ボーカル
- トビー・スミス (ミュージシャン) - ジャミロクワイの元キーボーディスト